# Pop-punk
Pop-punk (hay punk-pop, hoặc viết tắt không có dấu gạch nối) là một thể loại nhạc rock kết hợp các yếu tố của punk rock với power pop hoặc pop. Định nghĩa của thể loại là tiết tấu nhanh, nhịp điệu sôi động và chú trọng vào cấu trúc bài hát pop truyền thống cũng như các đề tài về thanh thiếu niên và phản ngoại ô. Dòng nhạc khác với các tiểu thể loại punk khác ở chỗ lấy cảm hứng lớn từ các ban nhạc ở thập niên 1960 như the Beatles, the Kinks và the Beach Boys. Thể loại nhạc đã phát triển trong suốt lịch sử của nó, bổ sung các yếu tố của new wave, college rock, ska, hip hop, emo, nhóm nhạc nam pop và thậm chí cả hardcore punk. Đôi khi có thể xem dòng nhạc này tương tự như power pop và skate punk.
Pop-punk xuất hiện vào cuối thập niên 1970 với các nhóm nhạc như Ramones, the Undertones và Buzzcocks đặt nền tảng. Những ban nhạc punk ở thập niên 1980 như Bad Religion, Descendents và the Misfits (tuy họ không nhất thiết phải chơi nhạc pop-punk) đã tác động pop-punk. Dòng nhạc mở rộng thị trường vào cuối thập niên 1980 và đầu thập niên 1990 nhờ hàng loạt ban nhạc ký hợp đồng với Lookout! Records, gồm Screeching Weasel, the Queers và the Mr. T Experience. Giữa thập niên 1990, thể loại trở nên cực kỳ thịnh hành và thâm nhập vào thị trường đại chúng với các ban nhạc như Green Day và the Offspring. Thể loại trải qua thêm một lần thịnh hành nữa vào cuối thập niên 1990 và đầu thập niên 2000 với lá cờ đầu là Blink-182, kế đến là các nghệ sĩ đương thời tiếp nối trào lưu như Sum 41, New Found Glory, Good Charlotte và Avril Lavigne. Ngoài ra Warped Tour đóng vai trò quan trọng trong việc chắp cánh cho các nghệ sĩ pop-punk triển vọng.
Sự thịnh hành của pop-punk trên thị trường đại chúng kéo dài đến giữa và cuối thập niên 2000, khi những nghệ sĩ như Fall Out Boy, My Chemical Romance và Paramore gặt hái thành công thương mại lớn. Đến thời điểm này, đa số nghệ sĩ pop-punk đều khó phân biệt với những nghệ sĩ bị gắn mác "emo", tới mức các nghệ sĩ emo crossover như Fall Out Boy và Paramore phổ cập một phong cách chịu ảnh hưởng của pop-punk, gọi là emo pop. Đến thập niên 2010, nhạc pop-punk trên thị trường đại chúng trở nên thất thế, khi mà các ban nhạc rock và nhạc xoay quanh guitar trở nên khan hiếm so với nhạc pop xoay quanh dance trên đài phát thanh. Tuy nhiên trong thời gian này, một nhóm nghệ sĩ underground đã mang tới màu sắc thô ráp và giàu cảm xúc hơn tới định nghĩa của thể loại này, gồm the Story so Far, the Wonder Years và Neck Deep. Đầu thập niên 2020, một làn sóng pop-punk mới bắt đầu lấy lại chỗ đứng của dòng nhạc trên thị trường đại chúng với nhiều nghệ sĩ mới như Machine Gun Kelly, KennyHoopla và Yungblud.

## Định nghĩa và đặc điểm

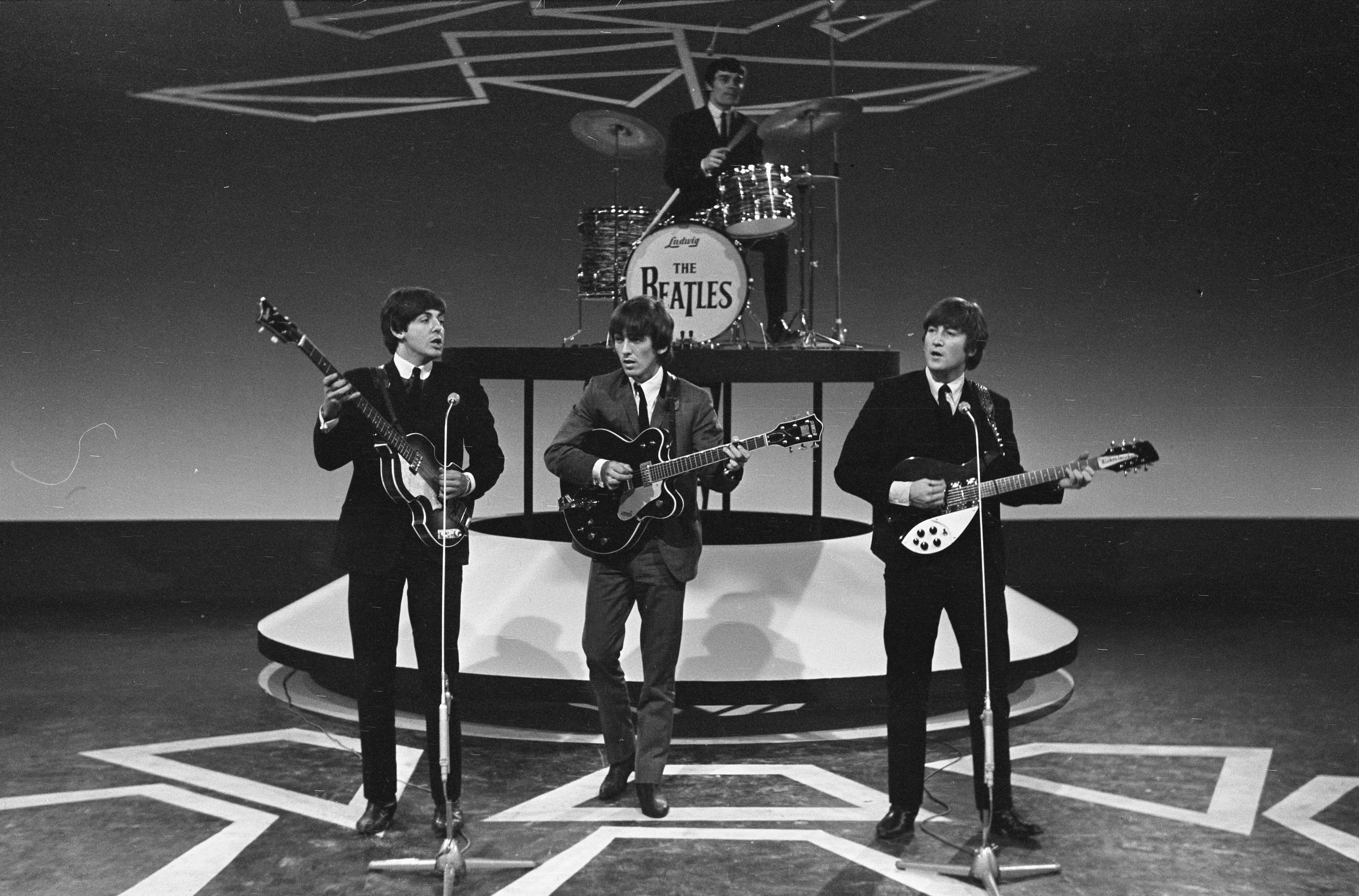
Pop-punk khác với những tiểu thể loại punk khác ở chỗ lấy cảm hứng lớn từ các ban nhạc ở thập niên 1960 như the Beatles (ảnh).

Pop-punk được nhiều nguồn miêu tả là một nhánh của punk, biến thể của punk, hình thái nhạc nhạc pop, và thể loại tương phản với punk như kiểu của post-punk. Dòng nhạc đã phát triển về mặt phong cách suốt lịch sử của nó, kết hợp thêm các yếu tố từ new wave, college rock, ska, rap, emo và nhóm nhạc nam. Một vài biến thể của pop-punk được ghi nhận là trung thành với punk rock truyền thống, thể hiện chất âm thanh "thô ráp, gai góc, hát cao vút như tiếng hét và không hề thân thiện với đài phát thanh". Những biến thể khác lại được trau chuốt hơn và phù hợp với đài phát thanh đại chúng.
Các cây viết của The A.V. Club miêu tả pop-punk là một nhánh của punk "cơ bản đã tồn tại lâu đời như chính punk" với nguồn gốc trong "nhạc pop cổ điển của the Beatles, the Kinks và the Beach Boys. Loại nhạc này thường kết hợp những giai điệu ngọt ngào với những đoạn riff ồn ào, ngang ngược." Theo Ryan Cooper của About.com, "pop-punk là phong cách vay mượn nhiều từ The Beatles và nhạc pop ở thập niên 60 hơn các tiểu thể loại khác của punk".
Có một sự chồng chéo đáng kể giữa power pop và pop-punk, nên hai phong cách này thường bị gộp làm một. Ấn phẩm mạng Revolver thừa nhận rằng khi mà pop-punk và power pop thường có thể xem là một, thì "khái niệm cốt lõi rất đơn giản—những bài hát giàu giai điệu được gói lại bằng thái độ của punk." Trong cuốn The Encyclopedia of Punk Music and Culture (2006) của Brian Cogan, pop-punk được mô tả là "phiên bản bắt tai và tốc độ hơn của power pop." AllMusic định nghĩa "punk-pop" là "một nhánh post-grunge của alternative rock" kết hợp cấu trúc và tiết tấu nhanh của punk rock với "giai điệu và đổi hợp âm" của power pop. Ở thập niên 1990, có một sự chồng chéo giữa pop-punk và skate punk. Nhà báo âm nhạc Ben Myers ghi rằng hai thuật ngữ này là đồng nghĩa.
Cây viết nhạc rock Greg Shaw (tác giả nhiều bài về power pop và được ghi nhận là người hệ thống thể loại vào thập niên 1970) ban đầu định nghĩa chính power pop là phong cách lai của punk và pop. Giọng ca Billie Joe Armstrong của Green Day (từng miêu tả power pop là "thứ nhạc tuyệt vời nhất Trái Đất mà chẳng ai thích) nhận định rằng thuật ngữ pop-punk là nghịch hợp (oxymoron): "Bạn chỉ có thể là punk hoặc không mà thôi." Trong cuốn Shake Some Action: The Ultimate Guide to Power Pop (2007), nam diễn viên Robbie Rist thấy rằng đa phần thể loại chỉ gồm các ban nhạc pop "đặt thêm biệt hiệu 'punk' để cho bọn trẻ nghĩ rằng chúng đang chọc cáu cha mẹ."
—Cây viết Jason Heller của Vice
Trong một bài viết về pop-punk, Rolling Stone nhận định rằng thuật ngữ là một cái mác có hiệu lực ngược về trước dành cho các ban nhạc punk "luôn ủng hộ việc sáng tác ca khúc hay bên cạnh lập trường chống độc tài và sự chú trọng vào tốc độ, súc tích và sự đơn giản bằng ba hợp âm của punk lại phù hợp tự nhiên với những giá trị cốt lõi của nhạc pop." Jason Heller của Vice cho rằng "sự tôn trọng công khai dành cho truyền thống và sáng tác ca khúc nhạc pop" là một đặc trưng chính của pop-punk. Bill Lamb (từ trang About.com) viết rằng pop-punk là một biến thể của nhạc punk có "nền tảng phần trống và guitar nặng và tốc độ, song được hỗ trợ bởi những giai điệu nhạc pop như phần lớn punk rock ở thập niên 70." Alter the Press! định nghĩa pop-punk là "thể loại có nguồn gốc từ việc pha trộn punk rock với tính dễ cảm của pop".
Về mặt ca từ, pop-punk thường diễn tả các chủ đề khát khao, quan hệ tình cảm, đau khổ, ma túy, ngoại ô và sự nổi loạn ở tuổi thiếu niên. Một số phần lời ca khúc pop-punk chú trọng vào những câu đùa và hài hước. Amanda Petrush của The New Yorker tóm lược rằng "tính thô ráp" của pop-punk "không nằm ở phần nhạc" mà bằng truyền tải "phổ trải nghiệm của con người - tất cả những niềm khát sao và sự thiếu tự tin ấy."

### Nguồn gốc (thập niên 1970–thập niên 1980)

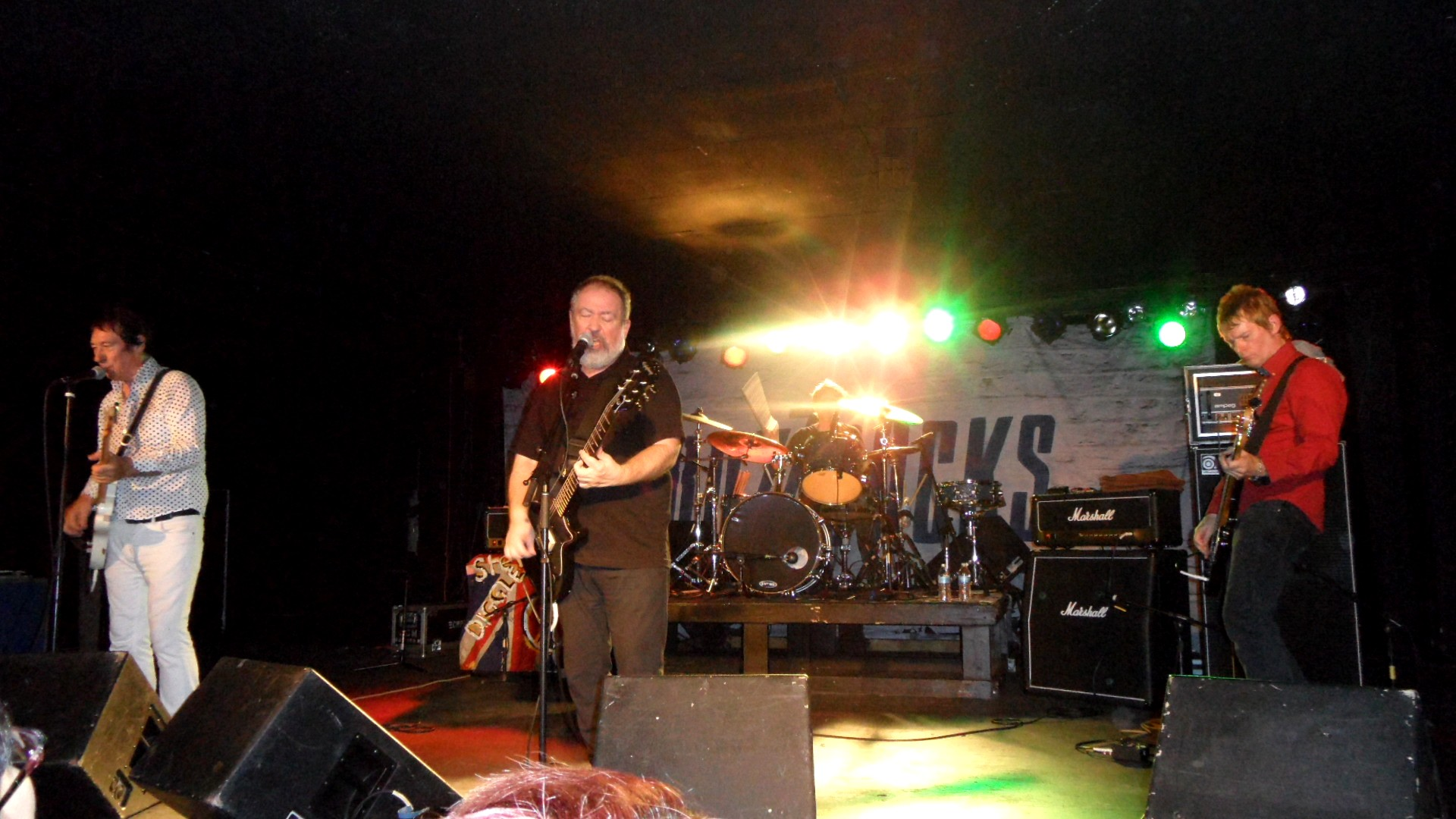
Buzzcocks được xem là một trong những nhóm tiên phong của pop-punk.

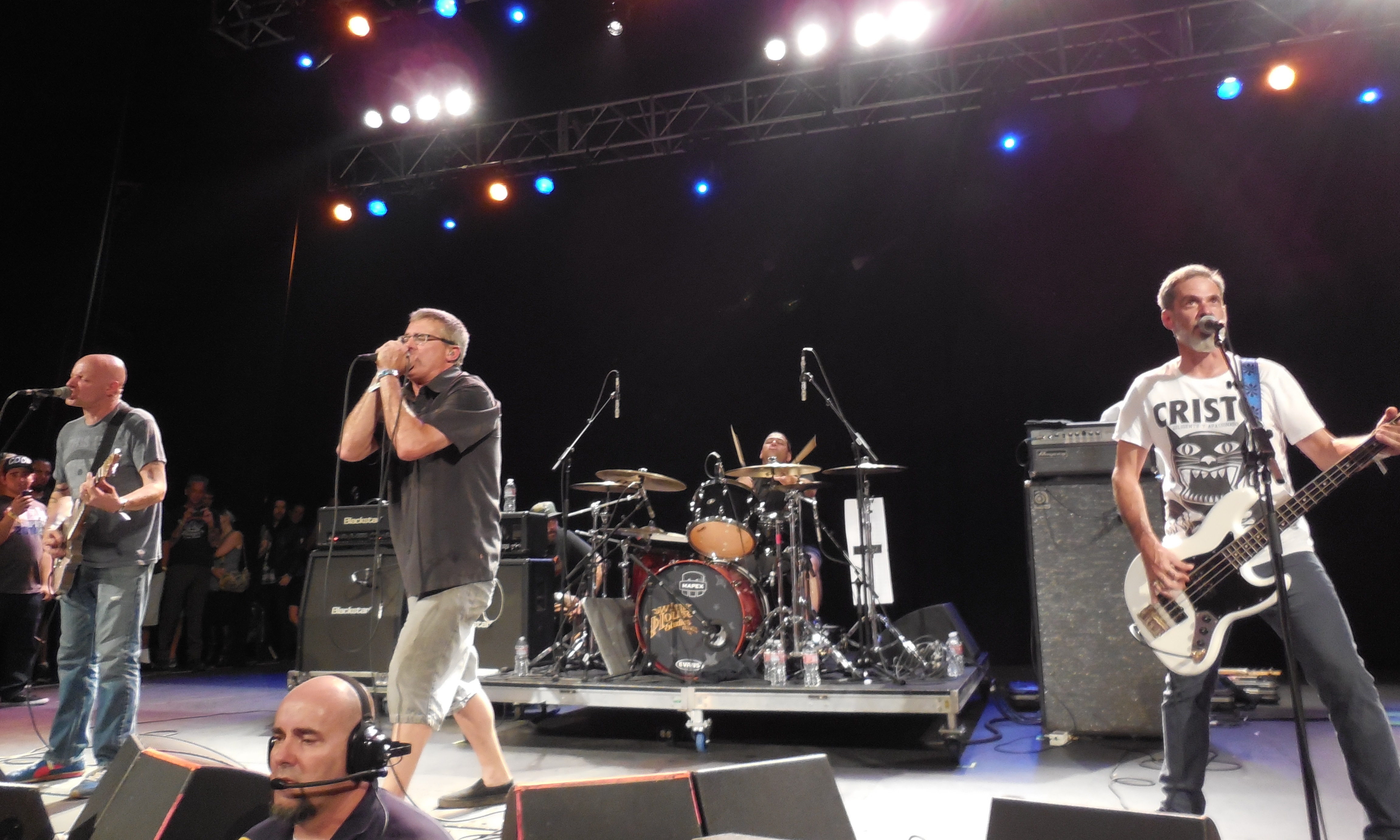
The Descendents được xem là một ban nhạc nổi bật của trào lưu pop-punk ở thập niên 1980.

### Mở rộng ở thị trường underground (cuối thập niên 1980 đến đầu thập niên 1990)

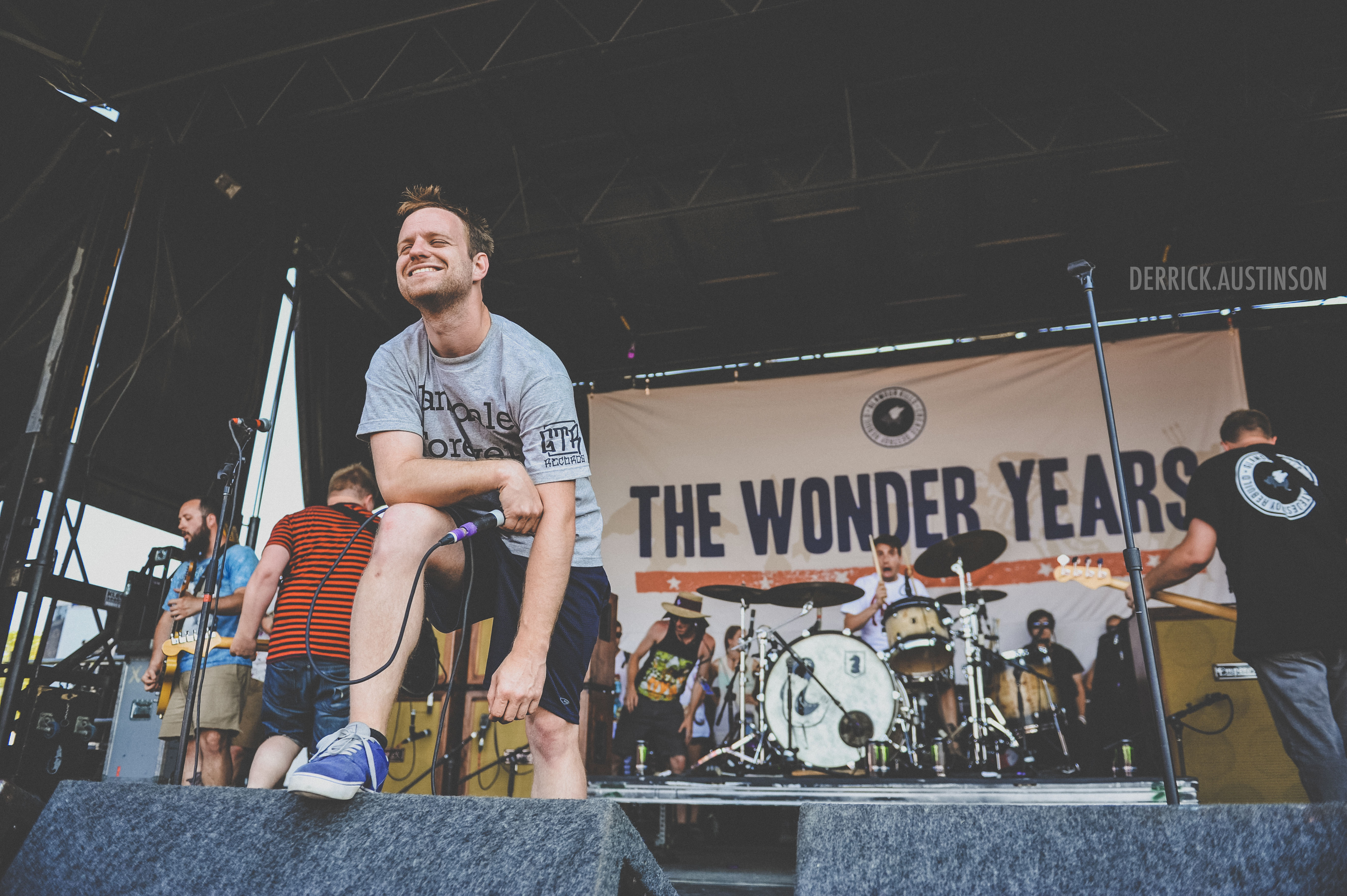
Ban nhạc pop-punk The Wonder Years

#### 1994–1997: Gây đột phá trên thị trường đại chúng

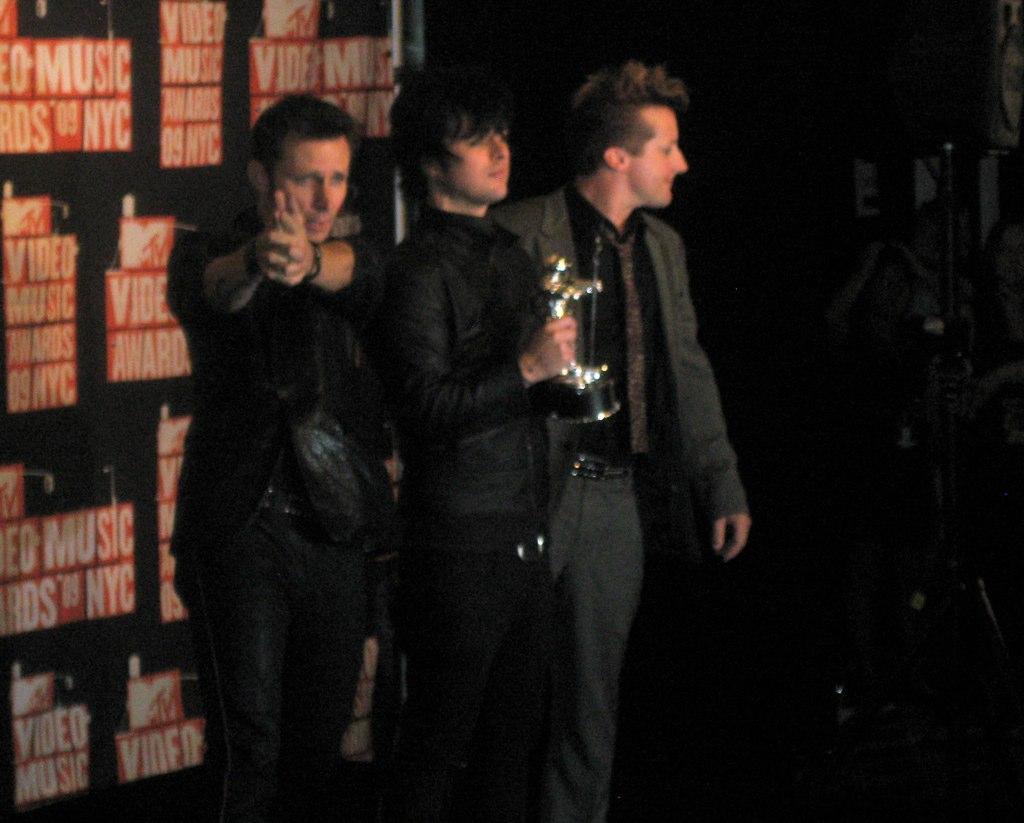
Green Day (những người giúp mở ra thành công của dòng nhạc trên thị trường đại chúng) có mặt tại giải Video âm nhạc của MTV 2009

#### 1997–2004: Làn sóng thứ hai trên thị trường đại chúng

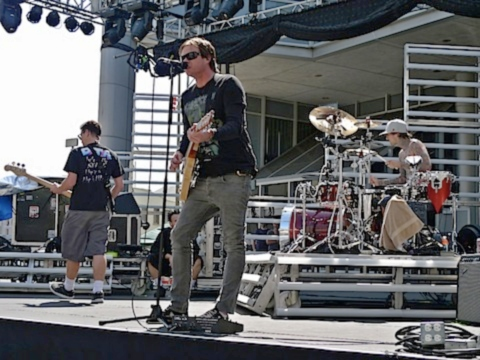
Blink-182 biểu diễn trực tiếp vào năm 2009

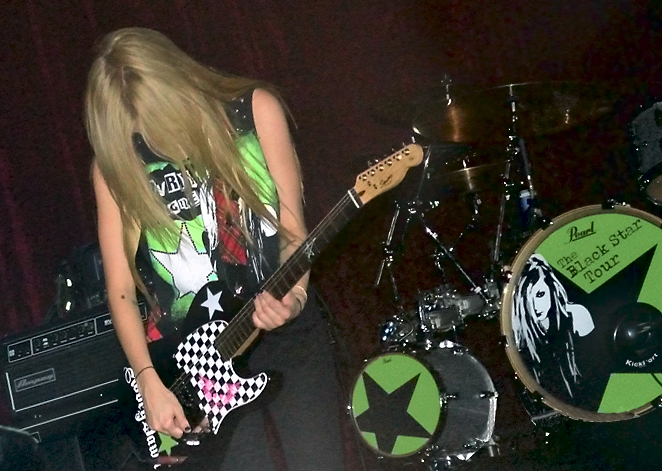
Avril Lavigne là nghệ sĩ pop-punk quan trọng ở thập niên 2000

#### 2004–2010: Kỷ nguyên emo pop và neon pop-punk

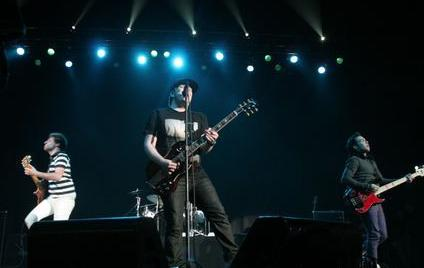
Fall Out Boy biểu diễn vào năm 2006

#### 2012–2016: Phục hưng trong giới underground

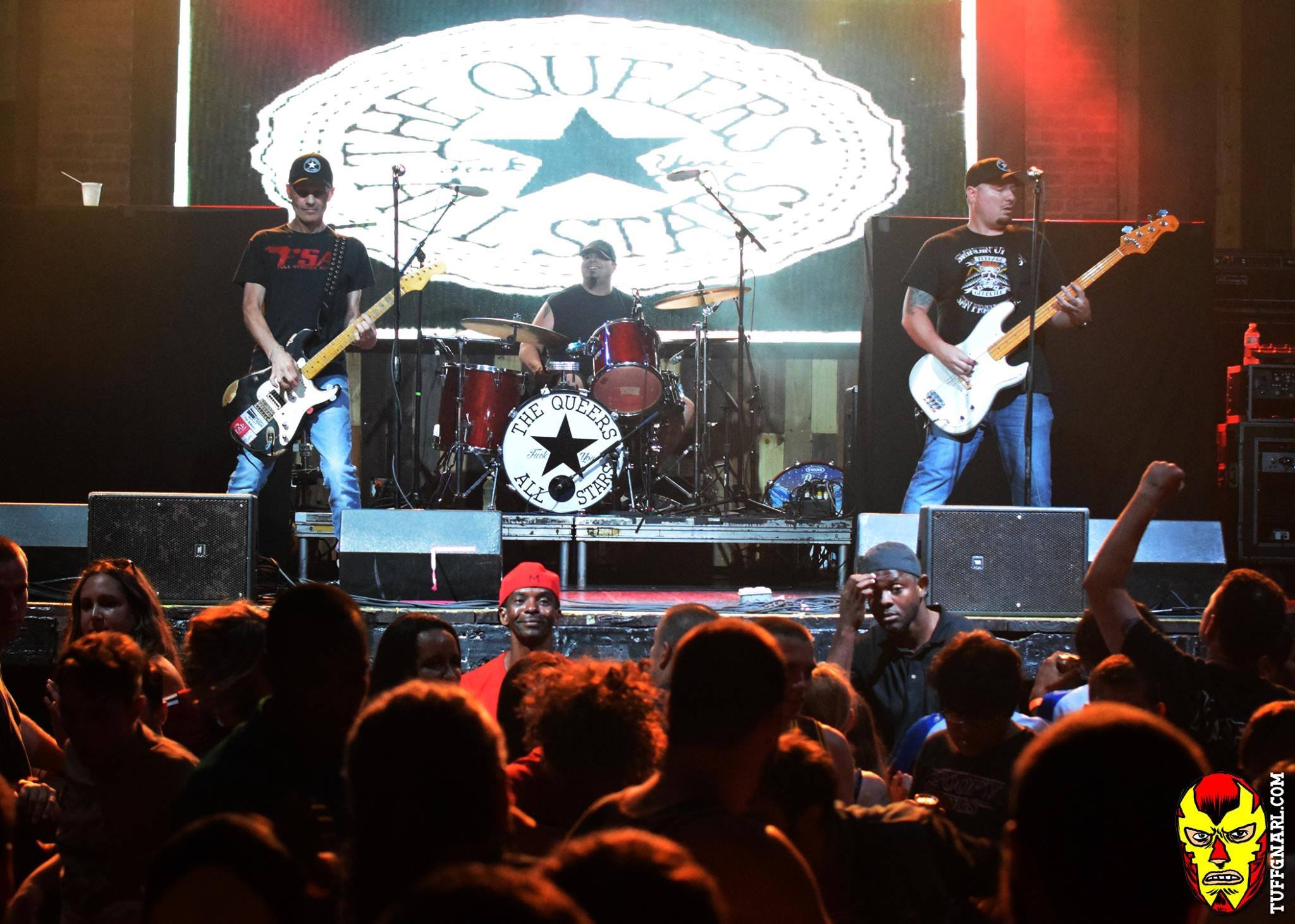
Ban nhạc pop-punk The Queers

### Tái thịnh hành trên thị trường đại chúng (2020–nay)

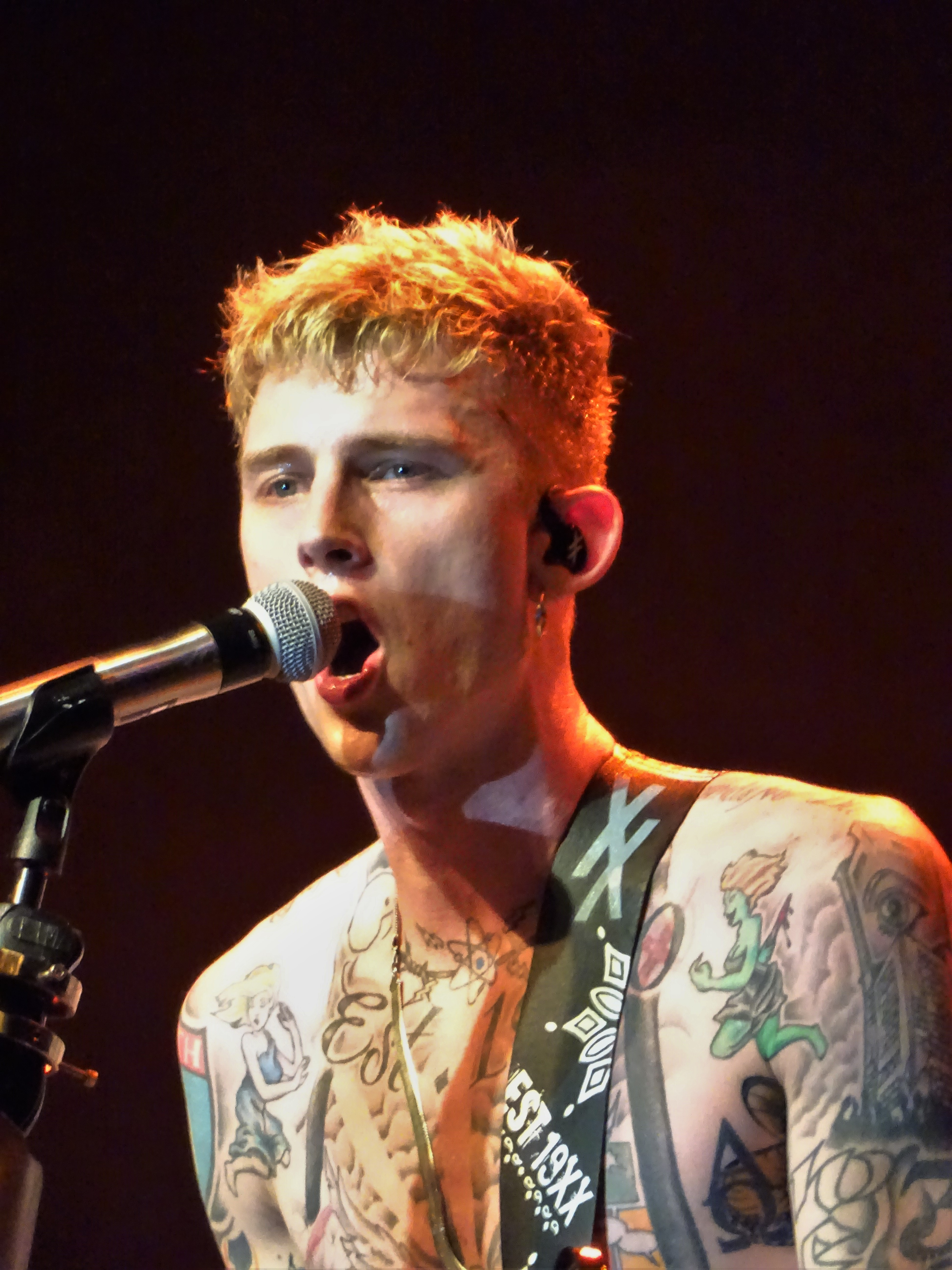
Các ẩn phẩm như Kerrang! đã ghi nhận Machine Gun Kelly là người dẫn đầu sự phục hưng pop-punk (pop-punk revival) ở thập niên 2020.

## Lịch sử thể loại